# Kuchikamizake
« Kamizake » redirige ici. Ne pas confondre avec Kamikaze.
Le kuchikamizake (口噛み酒), également appelé kuchikami no sake (口噛みの酒) ou, plus succinctement, kamizake (噛み酒), est une variété d’alcool de riz obtenue par un procédé utilisant la salive humaine. Il s’agit de l’une des plus anciennes sortes de saké connues. Kuchi (口) signifie « bouche », kami (噛み) « mâcher », et zake est la forme rendaku de sake (酒).

## Description
Le kuchikamizake se présente comme un liquide blanchâtre et opaque, légèrement alcoolisé, au goût assez acide. Pour le réaliser, du riz cuit est mâché, puis le liquide ainsi obtenu est recraché dans un récipient. Cette préparation est ensuite laissée à macérer pendant plusieurs jours durant lesquels les enzymes de la salive dégradent l’amidon du riz en glucose, qui fermente ensuite sous l’action des levures contenues dans l’air ambiant pour donner l’alcool,,.
À l'origine, l'élaboration du kamizake faisait partie d'une série de rituels religieux shintō, et sa première étape était assurée par une jeune femme vierge considérée comme sacrée — d'où son autre nom de bijinshu (« sake d'une jeune et belle femme »),,,,. Elle constitue une variante de fabrication de shinshu, le saké donné traditionnellement en offrande aux divinités du shintō.

## Historique
Le kuchikamizake est une variété d’hitoyo-zake, un saké primitif datant d’avant le VIIIe siècle, dont la préparation consistait à laisser fermenter naturellement du riz ou du gruau de riz. Son existence est mentionnée dans le Man'yōshū, une anthologie de poésie japonaise du VIIIe siècle, et plusieurs textes de l’époque d'Edo (1603-1868) y font référence. À l’époque moderne, les mentions les plus anciennes du kuchikamizake se rapportent à Okinawa. La fabrication de ce type de sake est attestée jusqu’au début du XXe siècle dans plusieurs îles du Pacifique. À partir du XVIIe siècle, des ferments autres que salivaires sont utilisés pour préparer un kōji, base du sake. Au XXIe siècle, la production rituelle de kuchikamizake n'est plus observée au Japon,.
Le kuchikamizake ancien pouvait être réalisé avec du riz, mais également avec du millet ou des châtaignes,.
Les différences de période d’introduction au Japon et de méthode d’élaboration font que le kuchikamizake n’est pas considéré comme étant à l’origine du saké moderne,.

## Dans la culture populaire
Le kuchikamizake est un élément important de l’intrigue de l’anime de 2016 Your Name, dans lequel l’héroïne, Mitsuha Miyamizu, en fabrique durant une cérémonie.